# 卡罗琳·林德
卡罗琳·林德（英語：Caroline Lind，1982年10月11日—），美国女子赛艇运动员。她曾代表美国参加2008年和2012年夏季奥林匹克运动会赛艇比赛，获得二枚金牌，均来自女子八人单桨有舵手项目。